# Милован Зимоњић
Милован Зимоњић (1976), познат и као Зики (лат. Zikkie), српски је џез певач и гитариста.
Са 26 година побеђује на Славјанском базару 2002. године са песмом Камерав и осваја 10 хиљада долара. На фестивалу упознаје Цецу Славковић и улазе у везу, потом у брак. Пева пратеће вокале супрузи, Мари Мари, Наташи Беквалац и Бобану Рајовићу. Године 2005. учествује на Беовизији са нумером Човек као ја, а прати га фламенко група Венго.

## Дискографија

### Синглови и фестивалске песме
- Камерав (2002)
- Лаж (2003)
- Праштам ти дуг (2004)
- У соби са њом (2005)
- Човек ко ја (2005)